# Лингенфелд
Лингенфелд (њем. Lingenfeld) општина је у њемачкој савезној држави Рајна-Палатинат. Једно је од 31 општинског средишта округа Гермерсхајм. Према процјени из 2010. у општини је живјело 5.478 становника. Посједује регионалну шифру (AGS) 7334017.

## Географски и демографски подаци
Лингенфелд се налази у савезној држави Рајна-Палатинат у округу Гермерсхајм. Општина се налази на надморској висини од 104 метра. Површина општине износи 15,3 km². У самом мјесту је, према процјени из 2010. године, живјело 5.478 становника. Просјечна густина становништва износи 359 становника/km².

## Међународна сарадња
| Мјесто | Држава    | Врста сарадње | Од    |
| ------ | --------- | ------------- | ----- |
|        | Француска | партнерство   | 1972. |
|        | Француска | партнерство   | 1981. |
|        | Француска | партнерство   | 1986. |
| Гсиз   | Италија   | партнерство   | 1974. |
|        | Француска | партнерство   | 1994. |
| Извор  |           |               |       |